# Eublemma flavida
Eublemma flavida là một loài bướm đêm trong họ Erebidae.